# Chiến tranh Anh–Afghanistan lần thứ ba
Chiến tranh Anh–Afghanistan lần thứ ba (tiếng Ba Tư: جنگ سوم افغان-انگلیس) còn được gọi là Chiến tranh Afghanistan lần thứ ba hay cuộc chiến tranh Anh-Afghanistan năm 1919 và ở Afghanistan là Cuộc chiến giành độc lập, bắt đầu vào ngày 6 tháng 5 năm 1919 khi Tiểu vương quốc Afghanistan xâm lược Ấn Độ thuộc Anh và kết thúc bằng một hiệp ước đình chiến vào ngày 8 Tháng 8 năm 1919. Cuộc chiến đã giúp người Afghanistan giành lại quyền kiểm soát các vấn đề đối ngoại từ Anh và người Anh công nhận Afghanistan là một quốc gia độc lập. Theo tác giả người Anh Michael Barthorp, đó cũng là một chiến thắng nhỏ của người Anh vì đường Durand được tái khẳng định là ranh giới chính trị giữa Afghanistan và Raj thuộc Anh và người Afghanistan đồng ý không gây ra rắc rối cho phía Anh. Mặc dù, những người Afghanistan ở bên biên giới Anh đã gây ra những lo ngại về các cuộc nổi dậy.

## Bối cảnh
Nguyên nhân sâu xa của Chiến tranh Anh–Afghanistan lần thứ ba có từ rất lâu trước khi giao tranh bắt đầu. Đối với người Anh ở Ấn Độ, Afghanistan được coi là một mối đe dọa. Người Anh lo ngại về ý định của Nga, lo ngại rằng một cuộc xâm lược Ấn Độ có thể được phát động bởi lực lượng Sa hoàng qua Afghanistan. Thời kỳ này được gọi là Trò chơi lớn. Trong nỗ lực phủ nhận mối đe dọa này, người Anh đã nỗ lực áp đặt ý chí của họ lên Kabul và trong suốt Thế kỷ 19 đã tiến hành hai cuộc chiến: Chiến tranh Anh-Afghanistan lần thứ nhất (1839-42) và Chiến tranh Anh-Afghanistan lần thứ hai (1878-80).
Sự kết thúc của Chiến tranh Afghanistan lần thứ hai vào năm 1880 đánh dấu sự khởi đầu của gần 40 năm quan hệ tốt đẹp giữa Anh và Afghanistan dưới sự lãnh đạo của Abdur Rahman Khan và Habibullah Khan. Trong thời gian đó, người Anh đã cố gắng quản lý chính sách đối ngoại của Afghanistan thông qua việc trả một khoản trợ cấp lớn. Mặc dù bề ngoài, đất nước vẫn độc lập, theo Hiệp ước Gandumak (1879), họ chấp nhận rằng trong các vấn đề bên ngoài, "sẽ không có cửa sổ nhìn ra thế giới bên ngoài, ngoại trừ Ấn Độ".
Cái chết vào năm 1901 của Tiểu vương Abdur Rahman Khan đã gián tiếp dẫn đến cuộc chiến bắt đầu 18 năm sau đó. Người kế vị của ông, Habibullah, là một nhà lãnh đạo thực dụng, đứng về phía Anh hoặc Nga, tùy thuộc vào lợi ích của Afghanistan. Mặc dù phẫn nộ đáng kể vì không được hỏi ý kiến về Công ước Anh-Nga năm 1907 (Công ước St. Petersburg), Afghanistan vẫn trung lập trong Chiến tranh thế giới thứ nhất (1914-18), chống lại áp lực đáng kể từ Đế quốc Ottoman khi nó tham gia vào cuộc xung đột phe của Đế quốc Đức và Sultan (với tư cách là thủ lĩnh Hồi giáo) đã kêu gọi một cuộc thánh chiến chống lại quân Đồng minh.
Mặc dù vẫn trung lập trong cuộc xung đột nhưng thực tế, Habibullah đã chấp nhận một phái bộ Đức-Thổ Nhĩ Kỳ ở Kabul và sự trợ giúp quân sự từ các cường quốc trung tâm khi ông cố gắng chơi trò hai mặt trong cuộc xung đột để đạt được thỏa thuận tốt nhất. Thông qua sự quanh co liên tục, ông đã chống lại nhiều yêu cầu trợ giúp từ Liên minh Trung tâm nhưng không kìm hãm được các thủ lĩnh bộ lạc rắc rối, những người có ý định phá hoại sự cai trị của Anh ở Ấn Độ khi các đặc vụ Thổ Nhĩ Kỳ cố gắng gây ra rắc rối dọc biên giới. Sự ra đi của một bộ phận lớn Quân đội Ấn Độ thuộc Anh để chiến đấu ở nước ngoài và tin tức về những thất bại của Anh dưới bàn tay của người Thổ Nhĩ Kỳ đã hỗ trợ các đặc vụ Thổ Nhĩ Kỳ trong nỗ lực xúi giục nổi loạn và năm 1915 đã xảy ra bất ổn giữa bộ lạc Mohmand và sau đó là bộ lạc Mahsud. Dù chịu những đợt bùng phát này, biên giới nói chung vẫn ổn định vào thời điểm nước Anh có thể gặp rắc rối.
Phái bộ Thổ-Đức rời Kabul vào năm 1916. Tuy nhiên, vào thời điểm đó, nó đã thuyết phục thành công Habibullah rằng Afghanistan là một quốc gia độc lập và ông không phải mang ơn bất cứ ai. Khi Chiến tranh thế giới thứ nhất kết thúc, Habibullah đã tìm cách nhận được phần thưởng từ chính phủ Anh vì sự giúp đỡ của ông trong cuộc chiến. Tìm kiếm sự công nhận của Anh đối với sự độc lập của Afghanistan trong các vấn đề đối ngoại, ông yêu cầu một vị trí tại Hội nghị Hòa bình Versailles năm 1919. Yêu cầu này đã bị Phó vương Ấn Độ, Frederic Pattiger, Tử tước thứ nhất của Chelmsford từ chối với lý do tham dự hội nghị được giới hạn trong các nước tham chiến. Các cuộc đàm phán tiếp theo đã được lên kế hoạch, nhưng trước khi bắt đầu, Habibullah đã bị ám sát vào ngày 19 tháng 2 năm 1919.
Điều này dẫn đến một cuộc tranh giành quyền lực khi anh trai của Habibullah là Nasrullah Khan tự xưng là người kế vị của Habibullah trong khi ở Kabul, Amanullah, con trai thứ ba của Habibullah cũng tự xưng là Amir. Quân đội Afghanistan nghi ngờ sự đồng lõa của Amanullah trong cái chết của cha mình. Cần một cách để củng cố quyền lực của mình, khi chiếm được ngai vàng vào tháng 4 năm 1919, Amanullah đóng giả làm người có lý tưởng dân chủ, hứa hẹn cải cách hệ thống chính quyền. Ông tuyên bố rằng không nên có lao động cưỡng bức, chuyên chế hay áp bức và Afghanistan nên tự do, độc lập và không còn bị ràng buộc bởi Hiệp ước Gandamak.
Amanullah đã bắt chú của mình là Nasrullah và kết án ông ta tù chung thân vì tội giết Habibullah. Nasrullah từng là thủ lĩnh của một phần tử bảo thủ hơn ở Afghanistan và cách đối xử của ông ta khiến vị trí của Amanullah trong vai trò Amir trở nên yếu ớt. Đến tháng 4 năm 1919, ông nhận ra rằng nếu không tìm được cách xoa dịu những người bảo thủ, ông khó có thể duy trì được quyền lực của mình. Tìm kiếm sự chuyển hướng từ cuộc xung đột nội bộ trong triều đình Afghanistan và cảm nhận được lợi thế trong tình trạng bất ổn dân sự đang gia tăng ở Ấn Độ sau vụ thảm sát Amritsar, Theo xu hướng tương tự như ở Afghanistan, đã có một phong trào dân tộc đang gia tăng ở Ấn Độ cùng lúc đó, đỉnh điểm là bạo loạn ở Punjab. Amanullah quyết định xâm chiếm Ấn Độ thuộc Anh. 